# Павловская сессия
Павловская сессия — совместная сессия Академии наук СССР и Академии медицинских наук СССР, проходившая в Москве с 28 июня по 4 июля 1950 года, а также объединённое заседание расширенного президиума Академии медицинских наук СССР и Пленума правления Всесоюзного общества невропатологов и психиатров, проходившее с 11 по 15 октября 1951 года.
Сессии были организованы с целью борьбы с влиянием Запада на советскую физиологию и психиатрию. В ходе сессий группа советских физиологов (К. М. Быков, А. Г. Иванов-Смоленский, Э. Ш. Айрапетьянц, И. П. Разенков и Э. А. Асратян) обрушилась с критикой на преследуемую группу ученых (Л. А. Орбели, А. Д. Сперанский, И. С. Бериташвили, П. К. Анохин, Л. С. Штерн), которых они обвинили в отклонении от учения И. П. Павлова. Результатом сессий явилось то, что советская физиология оказалась изолированной от международного научного сообщества, замедлилось развитие генетики, физиологии, психологии, психиатрии.

## События, предшествовавшие сессии
Павловские сессии явились одним из звеньев политики Сталина в области науки, имевшей целью установление идеологического контроля над научными исследованиями. Частью этой политики было преследование отдельных ученых за приверженность «буржуазным» и «идеалистическим» направлениям. Павловские сессии продолжили дело Августовской сессии ВАСХНИЛ 1948 года в области физиологии. Объектами преследования стали видные физиологи, якобы отклонившиеся от учения Павлова: Леон Орбели, Анохин, Сперанский, Бериташвили, а также Лина Соломоновна Штерн, академик АН СССР, основоположница учения о гематоэнцефалическом барьере, арестованная к этому моменту как член антифашистского еврейского комитета.
Орбели не присутствовал на Августовской сессии ВАСХНИЛ 1948 года, но доложил учёному совету Института эволюционной физиологии и патологии высшей нервной деятельности АМН СССР об итогах этой сессии, в частности об обвинениях против него самого. Учёный совет одобрил результаты сессии и постановил уволить сотрудников института, повинных в проведении «исследований формально-генетического характера», и исключить из планов института работы, «имеющие отношение к лженаучному течению менделизма-морганизма». Вопрос о верности павловскому учению не обсуждался. В 1948 году, рискуя всем, Орбели отказался поддержать Лысенко, и сразу же после этого начались нападки на Орбели и возглавлявшийся им Институт эволюционной физиологии и патологии высшей нервной деятельности АМН СССР. В июне 1948 года деятельность этого института получила высокую положительную оценку Академии медицинских наук. Но после сессии ВАСХНИЛ, ознаменовавшейся победой лысенковщины, в сентябре того же года АМН направила в указанный институт комиссию, представившую докладную записку, содержание которой понятно из её названия: «О некоторых вейсманистско-морганистских извращениях и о состоянии развития учения И. П. Павлова в Институте эволюционной физиологии и патологии высшей нервной деятельности АМН СССР». В качестве меры по возвращению в русло павловского учения комиссия выдвинула требование активно изучать наследование условных рефлексов. Орбели неосторожно возразил этому требованию на состоявшемся 16—17 октября общем собрании институтов Ленинградского объединения АМН СССР: «Представьте, что все условные рефлексы, которые в течение нашей жизни вырабатываются, будут передаваться по наследству, — какие потребуются мозги для того, чтобы из поколения в поколение накапливать все условные рефлексы и наследственно передавать их дальше». За это выступление в 1948 году его сместили с должностей академика-секретаря Биологического отделения АН и заведующего физиологической лабораторией в Институте имени Лесгафта.
28 сентября 1949 года, накануне 100-летия со дня рождения И. П. Павлова, Юрий Жданов сообщил Сталину о «серьёзном неблагополучии» в развитии павловского учения. Виновными он назвал Л. А. Орбели, И. С. Бериташвили и арестованную Л. С. Штерн. Сталин прокомментировал это сообщение следующим образом: «По-моему, наибольший вред нанес учению академика Павлова академик Орбели… Чем скорее будет разоблачен Орбели и чем основательней будет ликвидирована его монополия, тем лучше. Беритов и Штерн не так опасны, так как они выступают против Павлова открыто и тем облегчают расправу науки с этими кустарями от науки … Теперь кое-что о тактике борьбы с противниками теории академика Павлова. Нужно сначала собрать втихомолку сторонников академика Павлова, организовать их, распределить роли и только после этого собрать совещание физиологов… где нужно будет дать противникам генеральный бой. Без этого можно провалить дело. Помните: противника нужно бить наверняка с расчетом на полный успех».

## Выступления на сессиях
На Павловской сессии 1950 года открывавшее её выступление сделал президент Академии наук СССР С. И. Вавилов:9. Вслед за ним выступил вице-президент Академии медицинских наук И. П. Разенков:16. Основные доклады были сделаны К. М. Быковым «Развитие идей И. П. Павлова (задачи и перспективы)»:22 и А. Г. Ивановым-Смоленским «Пути развития идей И. П. Павлова в области патофизиологии высшей нервной деятельности»:77. Содержание данных докладов в основном представляло собой обвинения физиологов, отступающих от «генеральной, единственно правильной научной линии — Павловской физиологии».
На Павловской сессии 1951 года ведущим автором программного центрального доклада «Состояние психиатрии и её задачи в свете учения И. П. Павлова» был психиатр А. В. Снежневский, которого поддерживали В. М. Банщиков, О. В. Кербиков и И. В. Стрельчук.
Очевидцы вспоминали: «Длившееся пять дней упомянутое заседание скорее напоминало суд инквизиции. Основной доклад звучал как обвинительное заключение в адрес видных психиатров — М. О. Гуревича, А. С. Шмарьяна, Р. Я. Голант, В. А. Гиляровского, Г. Е. Сухаревой, Л. Н. Лобовой, М. Я. Серейского, А. Р. Лурия, А. Б. Александровского, Л. Л. Рохлина, Л. М. Розенштейна, В. П. Протопопова и др.». Подвергшиеся обвинениям каялись, признавали свою вину, отрекались от годами вынашиваемых научных идей как от ереси, обещали исправиться и исповедовать только учение И. П. Павлова в том виде, как его преподносил А. Г. Иванов-Смоленский. Однако в заключительном слове Снежневский заявил, что они «не разоружились и продолжают оставаться на старых антипавловских позициях», тем самым нанося «тяжёлый ущерб советской научной и практической психиатрии». Вслед за Снежневским вице-президент АМН СССР Н. Н. Жуков-Вережников обвинил их в том, что они «неустанно припадают к грязному источнику американской лженауки».

## После сессий
После сессии 1951 года, как отмечают С. Блох и П. Реддауэй, психиатров-«антипавловцев» сместили с важных постов и либо перевели в провинцию, либо отправили на пенсию:29, а волна, сокрушившая разгромленных, вынесла на вершину медицинской иерархии А. В. Снежневского:220.
Директором Института физиологии после сессии стал Усиевич, который при прочтении одного из планов высказался: «Вы опять с симпатической нервной системой, бросьте эти орбелевские штучки!» Симпатическая нервная система и целый ряд других разделов физиологии перестали признаваться по всей стране.
На Павловской сессии было объявлено, что вся медицина, педагогика и биология должны опираться на павловское учение. Физиологические теории Павлова о высшей нервной деятельности и регулирующих механизмах включили в психиатрию и возвели в догму:29. На павловском учении о нормальном функционировании нервной системы как результате равновесия между торможением и возбуждением было основано усиленное применение фармакологических средств в советской психиатрии:30, и широкое распространение получил метод лечения сном, при котором, как вспоминал физиолог И. А. Аршавский, «пичкали детей люминалом и превращали их в олигофренов… Барбитураты давали детям с первых недель жизни».
Гонениям подверглось и психологическое направление в психиатрии. Ему инкриминировались псевдонаучность и пропаганда буржуазно-идеалистических воззрений на природу поведения человека, признававших объективную роль внутренних (субъективных, индивидуальных) факторов в детерминации его мотивов. Профессора А. В. Снежневского, возглавившего вскоре после сессии 1951 года НИИ общей и судебной психиатрии им. В. П. Сербского, «психологическое направление в психиатрии… не интересовало».:95—96
Президент Независимой психиатрической ассоциации Юрий Савенко отмечает, что сессия ВАСХНИЛ 1948 года и Павловские сессии 1950 и 1951 годов «на несколько десятилетий прервали развитие генетики, физиологии, психологии, психиатрии, принесли огромный экономический ущерб, не говоря уже о судьбах — не только профессиональных — многих лучших людей». По словам Ю. Савенко и Л. Виноградовой, начиная с печально знаменитых Павловских сессий биологический и, в частности, физиологический редукционизм приобрёл в России характер косвенной формы антипсихиатрии.

## Возражения на критику Павловской сессии
1953, 1962 годы
Отмечается, что, вопреки распространенному мнению о прекращении исследований в области эволюционной физиологии и другим направлениям под рук. Л. А. Орбели после Павловской сессии, уже осенью 1950 года семь лабораторий возглавились его учениками, проблематика исследований не менялась. В 1953 году Л. С. Штерн была восстановлена в звании академика, а в 1954 возглавила отдел физиологии в ИБФАН. В 1955 году П. К. Анохин возглавил кафедру физиологии и Сеченовский физиологический институт, где продолжил свои исследования[уточнить].
В 1962 году на Всесоюзном совещании по философским вопросам физиологии высшей нервной деятельности и психологии были восстановлены в своих утраченных позициях ряд ведущих ученых (П. К. Анохин, И. С. Бериташвили, Н. А. Бернштейн и др.), являвшиеся объектами преследования на Павловских сессиях. На этом всесоюзном совещании говорилось, что во время Павловской сессии «был допущен ряд теоретических ошибок и элементов философской вульгаризации. Сессия, проводившаяся в духе культа личности Сталина, во многом исказила идею научной критики, подменив товарищеский, свободный обмен мнениями наклеиванием порочащих ярлыков и огульным осуждением инакомыслящих». Тем не менее участники совещания пришли к соглашению в том числе и о положительной роли сессии 1950 года, несмотря на имевшие место ошибки и нарушения правил научной критики. В то же время отмечается, что критика на Павловской сессии была все же более конструктивной, лояльной, уравновешенной, с признанием реальных заслуг критикуемых ученых (в отличие от других подобных сессий того времени).
В качестве примера положительной роли Павловской сессии аналитиками, специалистами по истории становления и развития физиологических наук в СССР советского и постсоветского периода (Бехтерева Н. П. и др., 1988; Касьян А. А. и др., 2009; Белов А. В., 2010) приводятся следующие изменения: проведена работа по преодолению оторванности академической науки от вузовской (осуществлена ротация кадров, была расширена социальная база академической науки за счет специалистов из регионов); также началась активная просветительская работа, способствующая ликвидации медицинской безграмотности населения. В 1951—1962 гг. происходило развитие государственной сети физиологических институтов, кафедр и лабораторий. Открыт Институт высшей нервной деятельности в Академии наук СССР в Москве, стал выходить «Журнал высшей нервной деятельности им. И. П. Павлова», были открыты кафедры физиологии ВНД в Москве и Ленинграде, ставшие впоследствии крупными исследовательскими центрами; удвоилось количество сотрудников и лабораторий в учреждениях АН; началось издание шеститомного Полного собрания сочинений И. П. Павлова (1951), семитомного Полного собрания сочинений Н. Е. Введенского (1951), двухтомное издание избранных произведений И. М. Сеченова (1952)[уточнить].
Далее в исследованиях того периода отмечается (К. А. Ланге, 1999), что именно после научной сессии начались расширенные контакты с зарубежными учеными отечественных физиологов. В целом подчеркивается, что, как ни парадоксально, исследования в области физиологии после сессии получили мощный импульс, который способствовал последующим успехам в этой области.
В публикации 1963 года выдвигались обвинения в упрощенном представлении учения Павлова (которое и привело ранее к организации Павловской сессии), например игнорировании понимания условного рефлекса как явления физиологического и вместе с тем психического; выражались сомнения в новизне оригинальности взглядов оппонентов, в частности говорилось, что Бернштейн, Гращенков и Анохин, «претендуя на новизну своих взглядов, забывают о том, что многие явления, получившие новые названия, на самом деле были давно описаны К. Бернаром, И. Павловым и И. Сеченовым»[уточнить].
1987 год и аналитика в постсоветские годы
Анализируя дискуссии советских ученых XX века, исследователи отмечают, что следует различать «научную составляющую научно-идеологических кампаний и их идеологический фон»[уточнить], так как за давностью времени негативное отношение к Павловской сессии стало «общим местом» и воспринимается без вникания в вопрос и научного разбора архивных документов. Например, на «круглом столе» (темой которого являлась Павловская сессия), состоявшемся в 1987 году в Институте истории естествознания и техники АН СССР, группой психологов, философов, физиологов, историков науки был проведен критический разбор Павловской сессии с выводами о «неисчислимых бедах», которые она принесла, разбор был проведен без науковедческой оценки вопроса, выдержан в духе «не читал, но осуждаю», после чего академик отделения физиологии АН П. Г. Костюк заметил, что обсуждение не должно носить той «выраженной личностной и эмоциональной окраски, которую приобрела дискуссия на „круглом столе“, а должно опираться на „конкретные документы“».
Между тем сформировавшееся негативное отношение и постоянный акцент на репрессивном режиме сессии оставляют незамеченным реальные научные её проблемы (Белов А. В., 2010). 
А. Г. Иванов-Смоленский утверждал, что беда физиологов и психологов, работающих «субъективным методом», методом опроса испытуемых, заключается «не в том, что они изучают словесную реакцию, а в том, что они изучают только словесную реакцию».[уточнить].
Использование «субъективного метода» в исследованиях после смерти И. П. Павлова представляли так, будто это обогащение учения И. П. Павлова, что способствовало распространению «вредных» взглядов о психических процессах, об их якобы непознаваемости, спонтанности, о свободе воли и божественной сущности[уточнить]. К обсуждению этих же проблем вернулись уже далеко после Павловской сессии на всесоюзном совещании 1962 года (подробная объективная аналитика которого, включающая только анализ содержания дискуссии без нападок или защиты, была дана Лореном Грэхэмом, 1991).
1988 год
Попытка позитивно оценить Павловскую научную сессию была осуществлена в 1988 году в книге «Физиологические науки в СССР. Становление. Развитие. Перспективы» отделением физиологии АН СССР. Однако реакция на неё частично повторила репрессивное действие; только теперь уже, наоборот, возмущенные особым мнением ученых, защищавших Павловскую научную сессию, их оппоненты (Н. А. Григорьян и М. Г. Ярошевский) прибегли к административному ресурсу антисоветизма — свою критику они опубликовали в идеологическом журнале «Коммунист», а не в научном физиологическом журнале.
В целом авторы работы только попытались объективно проанализировать произошедшее, отмечалось, в частности, что «нельзя говорить лишь о негативном влиянии» научной сессии и принятых на ней постановлений. Анализ материалов сессии позволил авторам сделать выводы о научно обоснованной оценке достижений отечественной физиологии в докладах участников сессии, там же подчеркивалась необходимость укрепления связей теоретических исследований и задачами практики здравоохранения, педагогики, физического воспитания, животноводства. Далее авторы, подводя итог, отмечают, что научная сессия Павлова сыграла значительную роль в последовавшем развитии государственной сети физиологических институтов, лабораторий и кафедр (Бехтерева, 1988; С. 163).